# 贝勒方丹
贝勒方丹（法語：Belles-Fontaines，發音：[bɛl fɔ̃tɛn]）是法国上索恩省吕尔区的一个市镇，于2025年1月1日由原市镇库尔沙通、若尔方和韦勒舍夫勒和库尔伯南合并而成，行政中心位于库尔沙通。
贝勒方丹是一个新市镇，三个原市镇为该新市镇的委派市镇。

## 地名
“贝勒方丹”（Belles-Fontaines）一名意为“美泉”。法语地名通名在“枫丹白露”（Fontainebleau）等少数拥有传统译名的地名中译作“枫丹”，不过在《世界地名翻译大辞典》、《世界地名译名词典》和《法国地图册》等主流地名译名类书籍资料中多译作“方丹”。

## 地理
贝勒方丹（47°30'59"N, 6°32'25"E）面积25.66 平方千米，位于法国勃艮第-弗朗什-孔泰大區上索恩省，该省份为法国东部内陆省份，北起顺时针与孚日省、贝尔福地区省、杜省、汝拉省、科多尔省和上马恩省接壤。
与贝勒方丹接壤的市镇（或旧市镇、城区）包括：阿科朗、格拉蒙、热内、马尔沃利斯、圣费尔热、瑟纳尔让-米尼亚方、奥南、热蒙瓦勒。
贝勒方丹的时区为UTC+01:00、UTC+02:00（夏令时）。

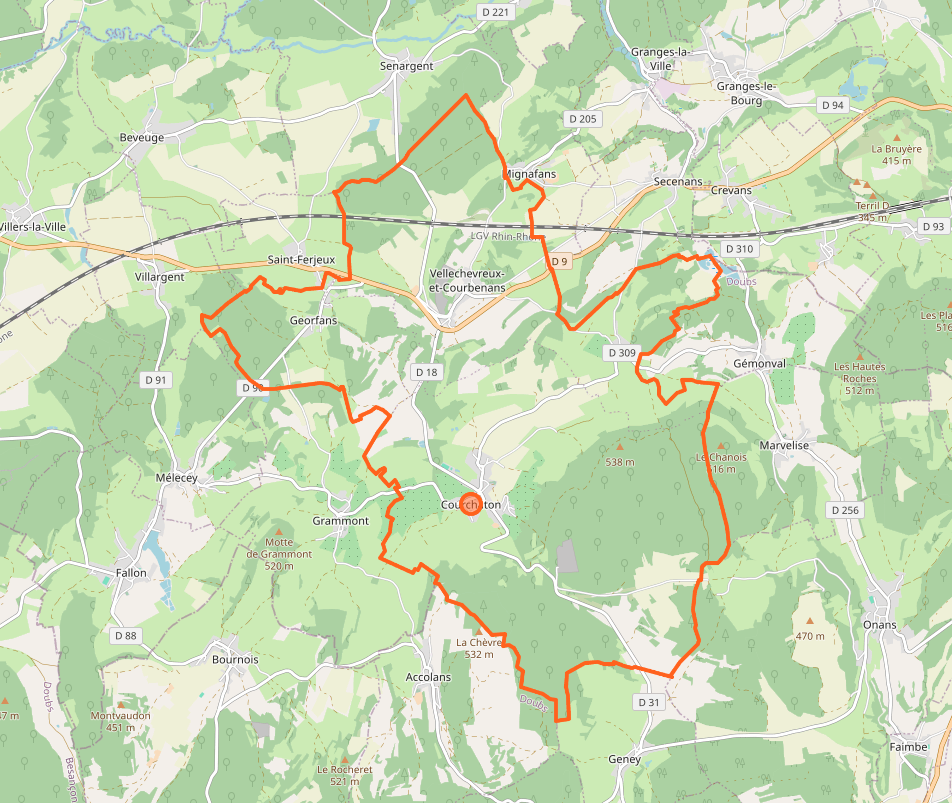
贝勒方丹的OSM定位图

## 行政
贝勒方丹的邮政编码为70110，INSEE市镇编码为70180。

## 政治
贝勒方丹所属的省级选区为维莱塞克塞勒县。

## 人口
贝勒方丹于2022年1月1日时的人口数量为603人。